# Phosphila turbulenta
Phosphila turbulenta là một loài bướm đêm trong họ Noctuidae.